# Jan ten Doornkaat Koolman
Jan ten Doornkaat Koolman (* 12. August 1773 in Midwolda (Gemeinde Oldambt), Provinz Groningen; † 18. Februar 1851 in Norden) war der Begründer der Firma Doornkaat in Norden.

## Biografie

### Familie
Jan ten Doornkaat Koolman war das zweite von zwölf Kindern von Fiepke Olferts Koolman aus Midwolda und seiner Frau Annegien ten Doornkaat, der Tochter des Kaufmanns Jan ten Doornkaat aus Noordbroek. Die Familie Koolman gehört zu einem alten Mennonitengeschlecht der Niederlande. Wie damals üblich, erhielt Jan als zweiter Sohn den Vornamen seines Großvaters mütterlicherseits. Dem Vornamen wurde auch der Nachname beigefügt, da ein männlicher Nachkomme in dieser Linie fehlte und der Name sonst untergegangen wäre.
Der Vater von Jan ten Doornkaat Koolman – Fiepke Olferts Koolman – war Pächter des elterlichen Hofes in Midwolda. 1784 gab er die Landwirtschaft auf und begann in Pekela bei Groningen, Branntwein herzustellen.

### Leben
Über die Kindheit von Jan ten Doonkaat Koolman ist wenig bekannt. Er wuchs bei seinen Eltern auf. Die unsicheren Verhältnisse im Lande veranlassten ihn und seine Brüder, das Land zu verlassen. Jan und seine Brüder Scholto, Jakob, Seebo und Uko wanderten daher 1800 nach Ostfriesland aus. Um 1805 kam er in Norden an. Er fand eine freundliche Aufnahme bei der Kaufmannsfamilie von Doede Lübberts Cremer, der wie er der Mennonitengemeinde angehörte. Dank dessen Hilfe konnte ten Doornkaat bereits Ende 1805 eine kleine Brennerei übernehmen. Am 10. April 1810 heiratete er die Tochter seines Gönners und Freundes, Antje Doedes Cremer. Doch bereits am 9. Dezember 1810 starb diese bei der Geburt der ersten Tochter Antje Cremer ten Doornkaat. Zwei Jahre später heiratete er in zweiter Ehe Jeikelina Jans Cool.
Wirtschaftlich entwickelte sich die Firma Doornkaat gut. Die ursprüngliche Brennerei an der Osterstraße 230 wurde schnell zu klein, die neue Brennerei entstand am Neuen Weg 111. Die Firma setzte sich zunehmend gegen ihre Konkurrenz durch, die Absatzmengen stiegen und neue Grundstücke mussten angekauft werden. Zum 1. Mai 1846 erfolgte die Übergabe der Fabrik an seine beiden Söhne Jan und Fiepko ten Doornkaat Koolmann. Der Firmengründer zog sich mit seiner Frau ins Privatleben zurück und nahm seinen Wohnsitz im Haus in der Kleinen Osterstraße 29.
1851 starb Jan ten Doonkaat Koolmann und wurde auf dem Norder Friedhof beerdigt.